# クリスティアーネ・シャルロッテ・フォン・ナッサウ＝オットヴァイラー
クリスティアーネ・シャルロッテ・フォン・ナッサウ＝オットヴァイラー（ドイツ語：Christiane Charlotte von Nassau-Ottweiler, 1685年9月2日 - 1761年11月6日）は、ナッサウ＝ザールブリュッケン伯カール・ルートヴィヒの妃、のちヘッセン＝ホンブルク方伯フリードリヒ3世の妃。

## 生涯
クリスティアーネ・シャルロッテは、ナッサウ＝オットヴァイラー伯フリードリヒ・ルートヴィヒとその最初の妃クリスティアーネ・フォン・アーレフェルト（1659年 - 1695年）の娘である。
1713年4月22日にザールブリュッケンにおいて、ナッサウ＝ザールブリュッケン伯カール・ルートヴィヒと結婚した。カール・ルートヴィヒは1723年に死去した。
1728年10月17日にザールブリュッケンにおいて、ヘッセン＝ホンブルク方伯フリードリヒ3世と再婚した。この結婚は、フリードリヒ3世の義兄であったヘッセン＝ダルムシュタット方伯エルンスト・ルートヴィヒの仲介によって成立し、ヘッセン＝ホンブルクの弱体化した財政を強化させるためのものであった。帝国の負債委員会（Debitkommission）は、ホンブルク宮廷で銀のスプーンを2つしか見つけることができなかった。フリードリヒ3世は懸念を表明し、適切な寡婦財産を求める花嫁に自分の経済状況を知らせることを提案した。その後、エルンスト・ルートヴィヒはフリードリヒ3世に次のように書簡に記している：「時間のある限り書きなさい、あなたはそれができるのだから」。

## 子女
最初の夫ナッサウ＝ザールブリュッケン伯カール・ルートヴィヒとの間に2子が生まれたが、いずれも早世した。
- カール・フリードリヒ（1718年 - 1719年）
- ルートヴィヒ・カール（1720年 - 1721年）